# Zacky Vengeance
Zacky Vengeance (nascut com a Zachary James Baker, 11 de desembre de 1981, Califòrnia, EUA) és el guitarrista rítmic i corista de la banda de metalcore Avenged Sevenfold.
Zacky Vengeance toca la guitarra des que tenia tretze anys. Va aprendre a tocar l'instrument de manera autodidacta. Abans de formar Avenged Sevenfold juntament amb M. Shadows, ambdós a tocaven amb un grup punk anomenat MPA*, quan estaven a l'institut. És el propietari d'una línia de roba anomenada Vengeance University, la qual està disponible als Estats Units i el Canadà tot i que d'aquí a poc estarà disponible en altres zones del món.
A l'institut, Vengeance era un jugador de beisbol amb molt de talent i assegura que si no estigués a Avenged Sevenfold hauria escollit ser jugador de beisbol. També practicava el skateboarding però ho va deixar per la seva vocació musical. Zacky és esquerrà, el contrari que Synyster Gates (guitarrista solista) el que fa que en els concerts es creï una imatge bastant simètrica molt visual. És de procedencia mig italiana mig alemanya. Té un germà que es diu Matt i una germana que es diu Zina. En aquest moment manté una relació amb Gena Paulhus. Té un gos que es diu Ichabod Vengeance. Té 5 piercings i un gran nombre de tatuatges entre els quals destaca el de la Verge Maria amb una mà d'un esquelet a causa del fet que va ser el primer que es va fer al braç. Té escrita la paraula Vengeance a l'esquena seguit del número 7.